# ジョージアナ・チャムリー (チャムリー侯爵夫人)

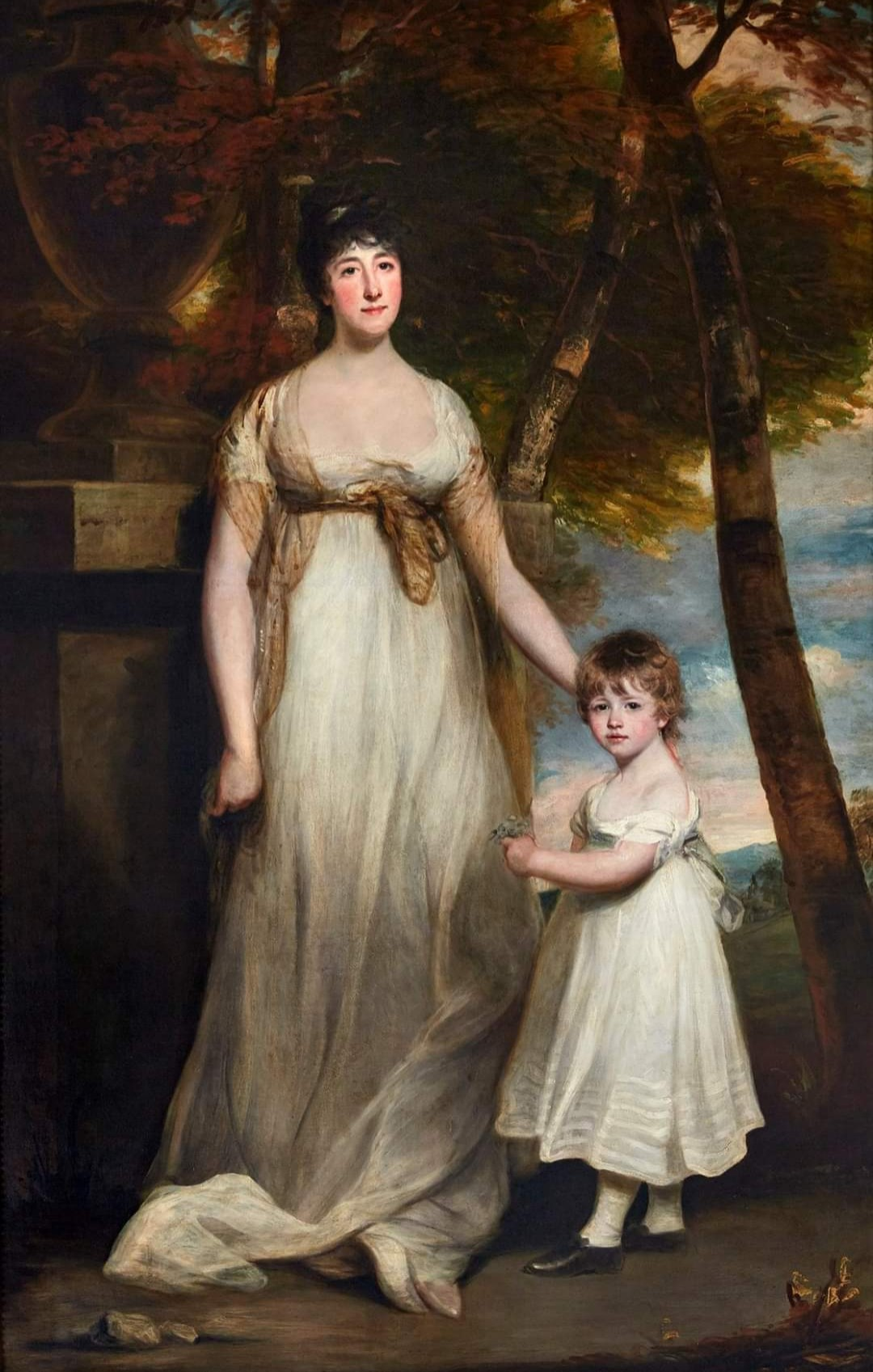
チャムリー侯爵夫人と次男ウィリアム・ヘンリー。ジョン・ホプナー画、1805年。

チャムリー侯爵夫人ジョージアナ・シャーロット・チャムリー（英語: Georgiana Charlotte Cholmondeley, Marchioness of Cholmondeley、1764年8月7日 – 1838年6月23日）は、イギリスの貴族夫人。

## 生涯
第3代アンカスター＝ケスティーヴァン公爵ペレグリン・バーティー（1714年 – 1778年8月12日）と妻メアリー（1793年10月19日没、トマス・パントンの娘）の娘として、1764年8月7日に生まれた。
1779年7月8日に兄にあたる第4代アンカスター＝ケスティーヴァン公爵ロバート・バーティーが死去すると、公爵家が世襲していたイングランド式部卿の世襲権をめぐり議論が起こった。貴族院は1781年に裁定を下し、ジョージアナ・シャーロットが姉プリシラ・バーバラ・エリザベスと共同で式部卿の世襲権を有するとした。また世襲権を有する人物が女性の場合、職務を執る副官の任命権も有するとした。
1791年4月25日、第4代チャムリー伯爵ジョージ・チャムリー（1749年5月11日 – 1827年4月10日）と結婚、2男1女をもうけた。
- ジョージ・ホレイショ（1792年1月16日 – 1870年5月8日） - 第2代チャムリー侯爵[1]
- シャーロット・ジョージアナ（1795年2月16日 – 1828年6月24日） - 1818年5月18日、ヒュー・ヘンリー・ジョン・シーモア（英語版）（1821年12月2日没）と結婚、子供あり[4]
- ウィリアム・ヘンリー・ヒュー（1800年3月31日 – 1884年12月16日） - 第3代チャムリー侯爵[1]

1795年から1800年まで王太子妃キャロラインの寝室女官を務めた。
1815年に夫がチャムリー侯爵に叙され、ジョージアナ・シャーロットも伯爵夫人から侯爵夫人に昇格した。
1838年6月23日にカールトン・ハウス・テラスで死去した。